# Eugène Gilain
Jacques Joseph Félix Edouard Eugène Gilain (Tienen, 10 maart 1856 - aldaar, 11 juni 1905) was een Belgisch ingenieur, industrieel en politicus voor de Liberale Partij. Hij was burgemeester van de stad Tienen.

## Levensloop
Gilain was lid van de Liberale Vereniging van Tienen. Hij werd in 1884 gemeenteraadslid in Tienen en in 1894 provincieraadslid in Brabant. Na het overlijden van Victor Beauduin werd hij eind 1904 benoemd tot burgemeester van Tienen. Hij bleef dit tot aan zijn dood in juni 1905.
Gilain was ingenieur van opleiding en werkte als bestuurder bij de Werkhuizen Gilain. Dit bedrijf was opgericht door zijn grootvader en produceerde  stoommachines voor de suikerindustrie en locomotieven.
Gilain werd in 1898 benoemd tot ridder in de Leopoldsorde.